# Удсон (Квебек)
Удсон (варианты: Гудзон, Хадсон; англ. Hudson) — муниципалитет в провинции Квебек, Канада, расположенный в муниципальном округе Водрёй-Суланж в регионе Монтережи. Он расположен на юго-западном берегу реки Оттава, примерно в 60 км к западу от Монреаля, и многие его жители работают на острове Монреаль.
Название муниципалитета напоминает об исторической роли Джорджа Мэтьюза, владельца крупного стекольного завода, основанного в 1845 году, жену которого звали Элиза Хадсон. Этот город — родина Джека Лейтона, бывшего лидера Новой демократической партии, который добился её небывалого успеха на выборах 2011 года.
Удсон входит в состав городской агломерации Большой Монреаль. Ещё в начале XIX века на месте Удсона находилось несколько деревень. Муниципалитет Удсон был основан в июне 1969 года путём слияния деревень Удсон, Удсон-Хайтс и Комо. Будучи относительно благополучным муниципалитетом, Удсон известен своим архитектурным ансамблем с домами у озера Дё-Монтань. Паром доставляет автомобили через озеро (месте слияния реки Оттавы) в город Ока.
Удсон является западным конечным пунктом транзитной пригородной сети Exo.
Город известен как англоязычный анклав, потому что, несмотря на то, что его окружают в основном франкоязычные соседние муниципалитеты, в Удсоне англоязычное большинство составляет 65 % населения, причём многие из его жителей говорят на обоих языках.